# Limnonectes sisikdagu
Limnonectes sisikdagu es una especie de anfibio anuro de la familia Dicroglossidae.

## Distribución geográfica
Esta especie es endémica de Sumatra en Indonesia. La localidad tipo es Batang Andaleh, Lubek Selasih cerca de Solok, entre los 1204 y 1252 m sobre el nivel del mar.

## Publicación original
- Mcleod, Horner, Husted, Barley & Iskandar, 2011: "Same-same, but different": an unusual new species of the Limnonectes kuhlii complex from west Sumatra (Anura: Dicroglossidae). Zootaxa, n.º 2883, p. 52-64.[4]